# 上里一郎
上里 一郎（あがり いちろう、1933年11月19日 - 2011年7月29日）は、日本の臨床心理学者・臨床心理士。広島大学名誉教授。専門は臨床心理学・健康心理学。教育学博士。元日本学術会議会員。

## 経歴
広島県安芸高田市生まれ。修道高等学校を経て、1958年広島大学教育学部心理学科卒業、広島大学医学部を経て、1962年広島大学大学院（教育心理学専攻）修了。
広島大学教養部助手・講師、広島大学総合科学部助教授・教授（行動制御論）・学生部長（現在の副学長相当）、早稲田大学人間科学部人間健康科学科教授、同大学院客員教授、東亜大学・大学院教授、2001年より広島国際大学人間環境学部臨床心理学科教授・副学長、学長を歴任。その後は花園大学客員教授、（財）日本臨床心理士資格認定協会常任理事などを務めた。2007年度日本心理臨床学会学会賞受賞。
2011年7月29日、山口県下関市の病院で死去。77歳没。

## 共編著
- 『乳幼児臨床心理学』編 福村出版 1976 幼児学叢書
- 『グループ・アプローチ』佐治守夫,石郷岡泰共編 誠信書房 1977
- 『自我同一性の病理と臨床』鑪幹八郎共編 ナカニシヤ出版 1979 シンポジアム青年期
- 『心理療法入門』編著 福村出版 1980 心理学双書
- 『自殺行動の心理と指導』編 ナカニシヤ出版 1980 シンポジアム青年期
- 『行動療法 現状と課題』編 福村出版 1983
- 『看護心理学』内山喜久雄共編 ナカニシヤ出版 1986
- 『心身障害児の行動療育』編 同朋舎出版 1988
- 『青少年の自殺』編 同朋舎出版 1988 メンタルヘルス・シリーズ
- 『新看護心理学』内山喜久雄共編 ナカニシヤ出版 1989
- 『喫煙科学研究の歩み 1996年から2005年』三須良實、大和田英美、中尾一和、井谷舜郎共編 喫煙科学研究財団 2007

## 翻訳
- O.H.マウラー『疎外と実存的対話』誠信書房 1969
- C.E.ソレセン, M.J.マホーニィ『セルフコントロール』監訳 福村出版 1978
- H.J.アイゼンク編著『スモーキング 健康とパーソナリティをめぐって』監訳 同朋舎出版 1988
- デイビッド・M.ウォーバートン, ニール・シャーウッド編著『ストレスと快楽』監訳 金剛出版 1999